# Compétence universelle
La compétence universelle est, en droit, la compétence exercée par un État qui poursuit les auteurs de certains crimes, quel que soit le lieu où le crime est commis, et sans égard à la nationalité des auteurs ou des victimes.
Ce genre de disposition légale sert à empêcher l'impunité de crimes graves, en particulier les crimes de guerre et les crimes contre l'humanité, qui seraient commis dans des régions particulièrement instables dont les habitants, citoyens du monde, ne bénéficieraient pas de protection légale adéquate.
Le passage de la responsabilité de la procédure de l'exécutif vers le judiciaire la neutralise en n'en laissant pas la responsabilité au système politique soumis aux aléas de biais idéologiques. Toutefois, l'exécutif conserve une certaine latitude dans la mise en œuvre de ces procédures.

## Compétence universelle obligatoire
La compétence universelle est obligatoire aux yeux du droit international, dans une certaine mesure et pour certains crimes seulement. En effet, les pays qui ont adhéré à différentes conventions de protections de droits fondamentaux se retrouvent obligés par ces mêmes conventions de réprimer les crimes les plus graves :
- Les crimes de guerre : rechercher les suspects présents sur le territoire et les poursuivre ou les dénoncer à d'autres juridictions qui les poursuivront sous des charges suffisantes (Convention de Genève, art. commun 49/50/129/146).
- Les crimes contre l'humanité doivent être réprimés là où ils sont commis. L'État du lieu d’arrestation est titulaire de l’obligation d’assurer les poursuites s’il n’extrade pas l’auteur vers un autre État.
- Les crimes de génocide : seuls les États où a eu lieu le génocide doivent poursuivre, les autres États n’ont d’autre obligation que celle d’extrader ces auteurs vers l’État du lieu du crime (article VII de la Convention pour la prévention et la répression du crime de génocide). La jurisprudence de la Cour internationale de justice ne limite pas l'obligation qu'a ainsi chaque État de prévenir et de réprimer le crime de génocide territorialement.
- Les crimes économique, et écologique, national, transnational et planétaire

## Compétence universelle absolue

### EnAllemagne
L'Allemagne possède une loi, la Völkerstrafgesetzbuch (VStGB) qui fait entrer dans le droit allemand les crimes de droit international public. Elle a été votée en juin 2002 afin de mettre le droit allemand en conformité avec le Statut de Rome, définissant le fonctionnement de la Cour pénale internationale. Elle couvre notamment les notions de génocide, de crime contre l'humanité et de crime de guerre. Ces crimes ne disposent pas de période de prescription et accordent aux juridictions allemandes une compétence universelle pour les juger quelles que soient la nationalité des auteurs ou le lieu des crimes. Cette loi fait toutefois appel au principe de subsidiarité : une juridiction allemande ne peut être saisie que si aucune instance locale ou internationale n'a pu se saisir du dossier.

### EnBelgique
Une loi dite de compétence universelle a été votée à l'unanimité en 1993, et étendue au crime de génocide en 1999, suite aux travaux d'experts en droit international humanitaire tels que Eric David, Jacques Verhaegen et André Andries (véritable père de la loi sur la compétence universelle). Ces lois diffèrent notablement de la compétence universelle ci-dessus par trois points :
- La loi s'applique sans considération du lieu où l'auteur présumé peut être trouvé,
- Le mode de plainte est la simple constitution de partie civile,
- L'immunité ne met pas fin aux poursuites.

Cette souplesse explique le déluge de plaintes déposées en Belgique : dossiers du génocide au Rwanda (six condamnations), du Guatemala, du Tchad, l'affaire Hissène Habré, l'affaire Pinochet, l'affaire Sabra et Chatila, la plainte contre le général Tommy Franks de l'armée des États-Unis, pour des atrocités qui auraient été commises à l'occasion de l'invasion de l'Irak, et enfin l'affaire Bush[Lequel ?].
À la suite de l'inculpation d'Ariel Sharon - alors premier ministre -, Israël a décidé de rappeler son ambassadeur, et la presse du pays a émis de nombreuses critiques. D'autre part, Donald Rumsfeld, lors d'un discours à l'OTAN, a proposé le déménagement du siège de l'organisation de Bruxelles vers un État de l'Europe de l'Est. 
Plusieurs sources ,, parlent d'une campagne de pressions des États-Unis sur la Belgique. 
Les tensions diplomatiques doivent être replacées dans un contexte de divergences de vues concernant la justice internationale. Les uns semblent se satisfaire d'une loi attachée au pays d'origine des victimes (loi anti-attentats des États-Unis) et des bourreaux (immunité parlementaire). D'autres sont prêts à se soumettre à une loi internationale soutenue par une justice internationale puissante qui châtierait certains criminels (sans utiliser la peine de mort).
Cette loi pionnière du 16 juin 1993 concernant "la répression des infractions graves aux Conventions de Genève du 12 août 1949 et aux Protocoles additionnels I et II du 8 juin 1977" avait été saluée par certains comme un pas en avant vers une démocratie mondiale. Elle a d'ailleurs été votée à l'unanimité sans penser qu'elle déchaînerait les passions. Malgré un débat houleux, même au sein de la majorité, une majorité alternative (CD&V, Vlaams Blok) vote une loi le 1er août 2003 qui se limite à la transcription de la lettre du droit international dans le droit national et qui autorise le gouvernement à renvoyer la plainte devant les tribunaux d'un autre pays. Ce revirement subit peut s'expliquer par 
- le nombre et l'importance des plaintes,
- l'envie de ne pas entraver la diplomatie belge,
- la peur de représailles,
- la volonté politique de ne pas nuire à l'image d'États alliés.

" Avec son ancienne loi de compétence universelle, la Belgique contribuait à détruire le mur d'impunité derrière lequel les tyrans du monde entier s'abritent pour couvrir leurs crimes. Il est vraiment regrettable que la Belgique oublie, aujourd'hui, les victimes pour lesquelles son système judiciaire représentait un espoir de justice ". (citation conjointe Amnesty International Belgium, la Ligue belge des droits de l'homme, Liga voor Mensenrechten (nl), Fédération internationale des ligues des droits de l'Homme (FIDH), Human Rights Watch et Avocats sans frontières)

### AuCanada
Le Canada dispose d'une loi de compétence universelle depuis le 23 octobre 2000, avec l'entrée en vigueur de la Loi sur les crimes contre l'humanité et les crimes de guerre. 
Elle a été appliquée pour la première fois avec le procès, à Montréal, de Désiré Munyaneza, citoyen rwandais condamné pour avoir participé au génocide au Rwanda en 1994. Munyaneza a été arrêté en 2005 au Canada et condamné en 2009 à 25 ans de prison sans possibilité de libération conditionnelle.

### EnEspagne
Le droit espagnol reconnaît depuis 2005  le principe de compétence universelle, établissant que les cours espagnoles peuvent être saisies au sujet d'affaire concernant des personnes de quelque nationalité que ce soit, en n'importe quel lieu y compris hors de l'Espagne, lorsque les crimes commis entrent dans certaines catégories, dont le terrorisme [réf. nécessaire], les crimes de guerre ou le génocide.
Le premier usage connu de cette capacité (alors dite de compétence universelle restreinte) a été l'inculpation du dictateur chilien Augusto Pinochet par le juge Baltasar Garzón, qui fit arrêter le général à Londres en octobre 1998 par le biais d'un mandat d'arrêt international. Garzón avait agi sur la base d'une plainte déposée par des victimes espagnoles de la dictature chilienne : il s'agissait donc d'une compétence universelle restreinte. Dès 1996, il avait ouvert une enquête à la suite de plaintes déposées par des victimes argentines et chiliennes des dictatures latino-américaines.
Mais en janvier 2000, le ministre de l'Intérieur britannique, Jack Straw, refusa d'extrader Pinochet vers l'Espagne, en alléguant sa prétendue mauvaise santé. Pinochet revint triomphalement à Santiago du Chili, se levant de sa chaise roulante.
En 2005, le Tribunal constitutionnel a toutefois élargi les prérogatives des magistrats espagnols, en validant une enquête pour « génocide » au Guatemala, malgré l'absence de victimes espagnoles,. Une loi organique a ensuite reconnu la compétence universelle espagnole pour les crimes de « génocide » et de « tout autre (crime) qui, selon les traités internationaux, doit être poursuivi par l'Espagne » : crimes contre l'humanité, tortures, etc .
Actuellement, depuis l'abrogation, en 2003, de la loi belge de 1993, l'Espagne est le pays qui exerce la compétence universelle la plus étendue. En 2009, 16 enquêtes différentes concernant des crimes de torture, génocide ou crime contre l'humanité étaient en cours :
- Au moins deux d'entre elles visent les États-Unis ;
- une des responsables gouvernementaux rwandais ;
- trois des responsables chinois ;
- deux des officiers israéliens ;
- au moins une autre des militaires guatémaltèques
- ainsi que le Salvador
- et le Maroc [15].

La seule condamnation à ce jour demeure celle de l'Argentin Adolfo Scilingo, condamné en 2005 en Espagne à plus de 1 000 ans de prison pour crimes contre l'humanité  (période incompressible de 25 ans).
Ainsi, le 11 janvier 2006, le Tribunal suprême [réf. nécessaire]  a annoncé qu'elle allait instruire une enquête concernant l'implication de sept anciens dirigeants chinois, entre autres l'ancien président Jiang Zemin et l'ancien Premier ministre Li Peng, dans un génocide allégué au Tibet. Cette instruction est la conséquence d'un arrêté de la Cour constitutionnelle espagnole du 26 décembre 2005 qui autorise le traitement des plaintes pour génocide, même si elles n'impliquent pas de nationaux espagnols[réf. souhaitée]. Deux enquêtes sont en cours concernant la répression du peuple tibétain, ainsi qu'une troisième concernant celle de la secte Falun Gong.
En février 2008, un magistrat espagnol a lancé des mandats d'arrêts contre 40 officiers de l'actuel régime rwandais accusés de génocide, ce qui a suscité des tensions diplomatiques . En janvier 2009, c'était au tour d'Israël de protester contre le lancement d'une enquête pour crime de guerre visant les décideurs militaires d'un bombardement à Gaza en 2002, lors de la Seconde Intifada, ayant tué Salah Shehadeh, des Brigades Izz al-Din al-Qassam, ainsi que 14 autres civils (dont 10 enfants) et ayant blessé 150 personnes ,. Deux enquêtes ont été lancées à l'encontre d'Israël . Parmi les inculpés, le général Dan Haloutz, alors chef d'état-major de l'armée; Benjamin Ben-Eliezer, alors ministre de la Défense; Moshe Yaalon, ancien chef d'état-major (aujourd'hui vice-Premier ministre); Doron Almog (en), ancien commandant de la région Sud, etc. 
Plusieurs responsables américains font aussi l'objet d'enquêtes lancées en Espagne en raison de l'implication de l'administration Bush dans l'usage de la torture dans le cadre de la lutte anti-terroriste. Jay S. Bybee (en), Alberto Gonzales, John Yoo, David Addington (en) (directeur du cabinet de Dick Cheney), William Haynes (en) (avocat du Pentagone), Douglas Feith (en) (sous-secrétaire d'État à la Défense), font ainsi l'objet d'une plainte déposée en Espagne, pour crimes de guerre, par des détenus espagnols de Guantanamo . D'abord reçue par Baltasar Garzón, la plainte a été transférée à Eloy Velasco (en), qui enquêtait déjà sur les vols de la CIA transportant des détenus vers Guantanamo et ayant transité par l'Espagne .
Le juge Santiago Pedraz a aussi annoncé, en mai 2009, l'ouverture d'une enquête contre la bavure de l'armée américaine du 8 avril 2003 (en) qui avait causé la mort d'un journaliste espagnol à Baghdad, José Couso, ainsi que le caméraman ukrainien Taras Protsyuk (en) . L'armée américaine avait tiré sur le Palestine Hotel (en) de la capitale irakienne.
À la suite de pressions émanant d'Israël, de Chine et des États-Unis, le Sénat espagnol a limité le 19 mai 2009 la loi de compétence universelle, celle-ci ne devant plus s'appliquer qu'à des plaignants de nationalité espagnole ou à des suspects présents sur le territoire de l'Espagne. Le 30 juin 2009, la cour d'appel espagnole renversa la décision du tribunal et décida de clore l'enquête concernant Salah Shehadeh, au motif qu'une procédure étant en cours en Israël. Les plaignants firent appel devant la juridiction suprême .

### EnFrance
En France, les dispositions relatives à la compétence universelle sont contenues dans le code de procédure pénale aux articles 689 et suivants. Ces textes permettent aux juridictions françaises de poursuivre et juger les auteurs d'infractions commises hors du territoire français lorsqu'une convention internationale leur donne compétence pour connaître de l'infraction. 
Les articles 689-2 et suivants du même code énumèrent les conventions internationales en application desquelles les juridictions françaises sont compétentes au titre de la compétence universelle. Peuvent ainsi faire l'objet de poursuites les auteurs ou complices d'actes de torture, de terrorisme, d'utilisation illicite de matière nucléaire, de piraterie maritime et aérienne et de corruption. 
Les conditions d'exercice de la compétence universelle
Une personne pourra faire l'objet de poursuites au titre de la compétence universelle « si elle se trouve en France » selon l'article 689-1 du code de procédure pénale. Un lien de rattachement au territoire est ainsi exigé contrairement à d'autres législations qui ont pu consacrer une compétence universelle absolue sans considération pour le lieu d'arrestation de l'auteur. Cette condition est toutefois interprétée de manière souple par la jurisprudence.
Par ailleurs, aucune poursuite ne pourra être exercée contre la personne qui justifie avoir déjà été jugée à l'étranger pour les mêmes faits ou, en cas de condamnation, que la peine ait été exécutée ou prescrite. Il s'agit là de l'application du principe non bis in idem qui commande qu'une personne ne puisse pas être jugée deux fois pour les mêmes faits.
La conventionnalité de la compétence universelle
En mars 2009, la Cour européenne des droits de l'homme (CEDH) s'est prononcée sur la conventionnalité du système de compétence universelle français. Ce recours devant la CEDH formé par M. Ould Dah fait suite à l'arrêt rendu par la chambre criminelle de la Cour de cassation en octobre 2002. Dans cet arrêt, la chambre criminelle a considéré que la loi d’amnistie mauritanienne du 14 juin 1993 ne saurait empêcher des poursuites contre un officier mauritanien trouvé en France et ayant commis des actes de torture en Mauritanie entre 1990 et 1994. Pour la chambre criminelle, « l’exercice par une juridiction française de la compétence universelle emporte la compétence de la loi française ». Le requérant invoquait notamment devant la CEDH le fait que les juridictions françaises lui avaient refusé le bénéfice de l’amnistie et appliqué rétroactivement la loi française s’agissant de la qualification des actes de torture ce qui constituait une violation du principe de légalité. La CEDH a alors considéré que la condamnation de M. Ould Dah pour des faits de torture ne méconnaît pas le principe de légalité consacré par l’article 7 de la Convention européenne des droits de l'homme considérant l’importance de l’interdiction de la torture et la prévisibilité de l’incrimination française. La CEDH justifie ainsi le système de compétence universelle français et reconnaît l’applicabilité de la loi de l’État qui exerce la compétence universelle. 
La compétence universelle à partir de 2010
La loi entrée en vigueur le 9 août 2010 adaptant le droit pénal français au Statut de Rome définit la compétence extraterritoriale des juridictions françaises pour les crimes relevant de la compétence de la Cour pénale internationale : génocide, crimes contre l'humanité et crimes de guerre. A ainsi été introduit l'article 689-11 du Code de procédure pénale qui conditionne l'exercice de cette compétence à quatre conditions : la résidence habituelle de l'auteur présumé des faits sur le territoire français, l'incrimination des faits par la législation de l'État où ils ont été commis, le monopole des poursuites par le ministère public et la renonciation de la compétence par la Cour pénale internationale. La condition de résidence avait notamment fait l'objet de critiques à la suite de l'adoption du projet de loi par le Sénat le 10 juin 2008 . La Commission des affaires étrangères de l’Assemblée nationale, la Commission nationale consultative des droits de l'homme, la Coalition française pour la Cour pénale internationale,, le Conseil national des barreaux et le Comité des Nations unies contre la torture avaient alors souligné les conditions restrictives de ce projet de loi qui rendrait inopérante la compétence universelle. Avec la loi du 9 août 2010, le législateur, plutôt que de consacrer une compétence universelle pour les crimes les plus graves conditionnée à la simple présence de l'auteur des faits sur le territoire, a préféré asseoir cette nouvelle compétence sur la résidence de l'auteur, critère qui relève davantage du principe de compétence personnelle. En outre, les conditions relatives à l'exercice de cette compétence extraterritoriale font l'objet de critiques et certains auteurs  soulignent une éventuelle contradiction avec les engagements internationaux de la France.
En 2021-2022, la compétence universelle donne lieu à des revirements de jurisprudence notamment à cause du verrou de la double incrimination,. La cour de cassation est saisie pour statuer ce qui concerne les crimes de guerre et crimes contre l'humanité. Toutefois, le 12 mai 2023, la Cour de cassation a rendu un arrêt donnant espoir aux victimes. En effet, les juges ont affirmé : "Pour qu’il y ait double incrimination, il n’est pas nécessaire que les faits relevant en France des infractions de crime contre l’humanité ou de crime de guerre soient qualifiés de manière identique par les lois du pays étranger : il suffit que la législation étrangère punisse ces actes comme infraction de droit commun tels le meurtre, le viol ou la torture". En d'autres termes, la condition de la double incrimination est allégée. 

### EnIsraël
Le procès d'Adolf Eichmann est cité par certains (notamment Peter Singer [réf. nécessaire] et Kenneth Roth[réf. nécessaire]) comme une application par Israël de la compétence universelle avant la lettre. Lors du procès, il a été mis en avant que les crimes nazis contre les juifs étaient des infractions entrant dans un cadre exceptionnel. La Cour suprême israélienne a précisé cette notion en s'attribuant une compétence universelle en matière de crimes contre l'humanité [réf. nécessaire].

### EnAfrique
Le procès d'Hissène Habré à Dakar est un premier cas où un ancien dirigeant d’un État est jugé par autre État pour torture, première utilisation de la compétence universelle sur le continent africain.